# Юрка (притока Сади)
Ю́рка (Осиновка; рос. Юрка, Осиновка) — невелика річка, що тече територією Кіровської області та Удмуртії, Росія, ліва притока Сади.
Бере початок на Красногорській височині, в Кіровській області (Фальонський район) під назвою Осиновка. Протікає на північний схід, проходячи нижньою течією по території Удмуртії (Ярський район). Верхня і середня течії пересихають.
На річці розташовані села Ряби (Фальонський район Кіровської області) та Юр (Ярський район Удмуртії).